# Xantho
Xantho (лат.) — род крабов из семейства Xanthidae.
Включает пять современных видов, обитающих в северо-восточной части Атлантического океана и Средиземного моря:
- Xantho granulicarpus Forest, 1953
- Xantho hydrophilus (Herbst, 1790)typus
- Xantho pilipes A. Milne-Edwards, 1867
- Xantho poressa (Olivi, 1792) — Песочный краб[3]
- Xantho sexdentatus (Miers, 1881)

Пять видов известны в виде окаменелостей, в том числе один вид, существующий о сих пор.